# Wołodymyr Kłyczko (1947–2011)
Wołodymyr Rodionowycz Kłyczko (ukr. Володимир Родіонович Кличко, ros. Владимир Родионович Кличко, Władimir Rodionowicz Kliczko, ur. 24 kwietnia 1947 w Olszanie, zm. 13 lipca 2011 w Kijowie) – radziecki i ukraiński wojskowy, pułkownik WWS i generał major PS ZSU, attaché wojskowy Ukrainy w Niemczech i NATO, ofiara choroby popromiennej, ojciec zawodowych pięściarzy Witalija i Wołodymyra.
Syn urzędnika biura paszportowego i milicjanta oraz nauczycielki. Ojciec Wołodymyra Kłyczki, Rodion był Ukraińcem, a matka Tamara – Żydówką. Niedługo po narodzinach Wołodymyra Rodionowycza rodzina Kłyczków została przesiedlona z Ukraińskiej SSR do Kirgiskiej SSR. Ukończył wojskową szkołę lotniczą we Frunze, a następnie jako oficer WWS służył w jednostkach Radzieckich Sił Powietrznych na terenie ZSRR i w krajach Układu Warszawskiego. W 1985 roku został przydzielony do służby na terenie Ukraińskiej SSR. W 1986 roku brał udział w akcji ratunkowej po awarii w Czarnobylskiej Elektrowni Jądrowej.
Po odzyskaniu przez Ukrainę niepodległości został oficerem Sił Zbrojnych Ukrainy. W randze generała majora pracował na placówce dyplomatycznej w Niemczech.
Zmarł na nieuleczalną chorobę nowotworową węzłów chłonnych, która była skutkiem wielokrotnego napromieniowania organizmu w 1986 roku.